# Centre des sciences de Macao

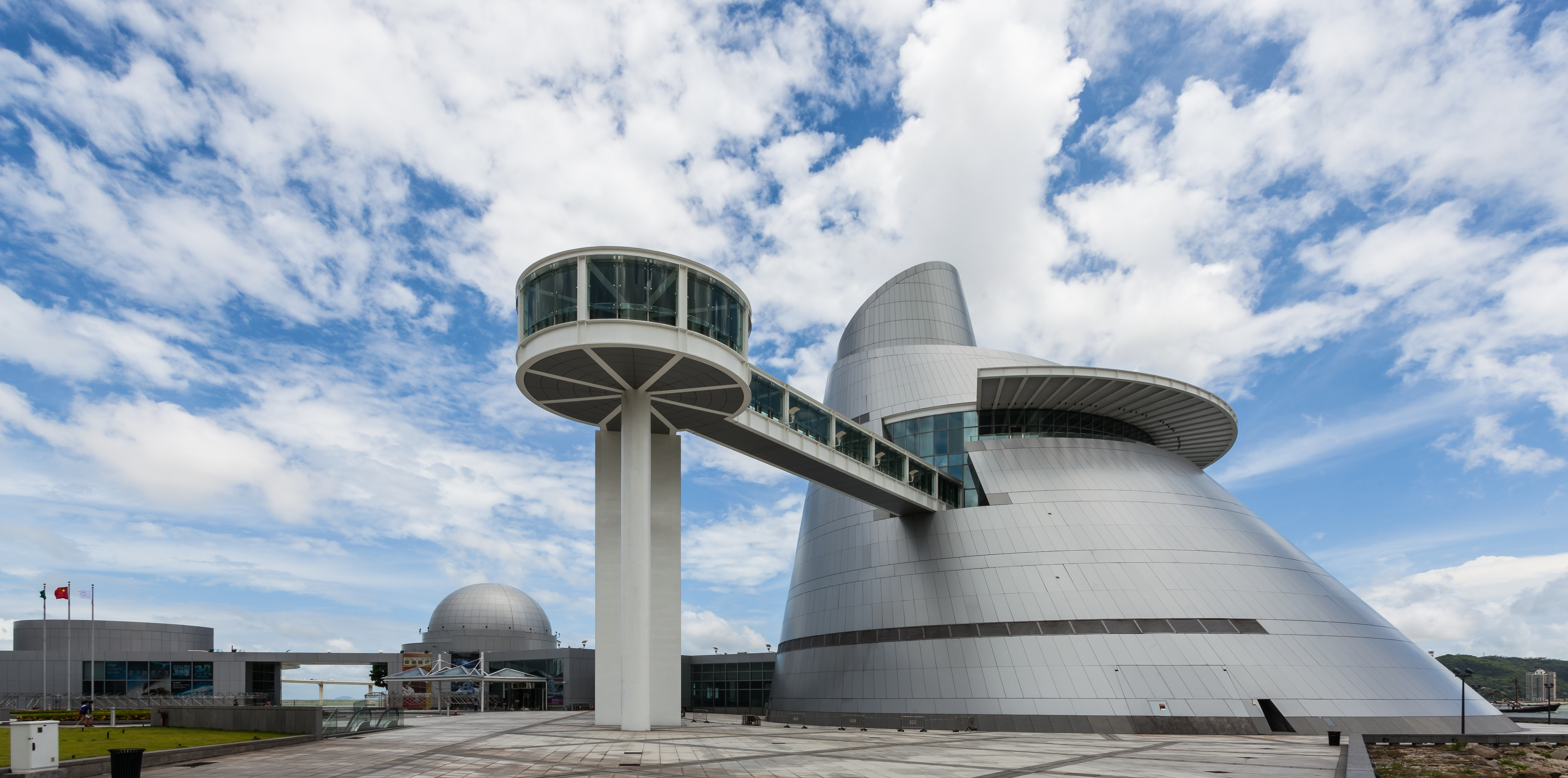
Le centre des sciences de Macao.

Le centre des sciences de Macao est un musée scientifique situé à Macao.
Conçu en 2001, construit à partir de 2006 et achevé en 2009, le bâtiment est l'œuvre du cabinet Pei Partnership Architects en association avec Ieoh Ming Pei. Le bâtiment principal a une forme asymétrique et conique reconnaissable, ce qui en fait un des symboles de Macao. Le centre a été inauguré en décembre 2009 par le président chinois Hu Jintao.

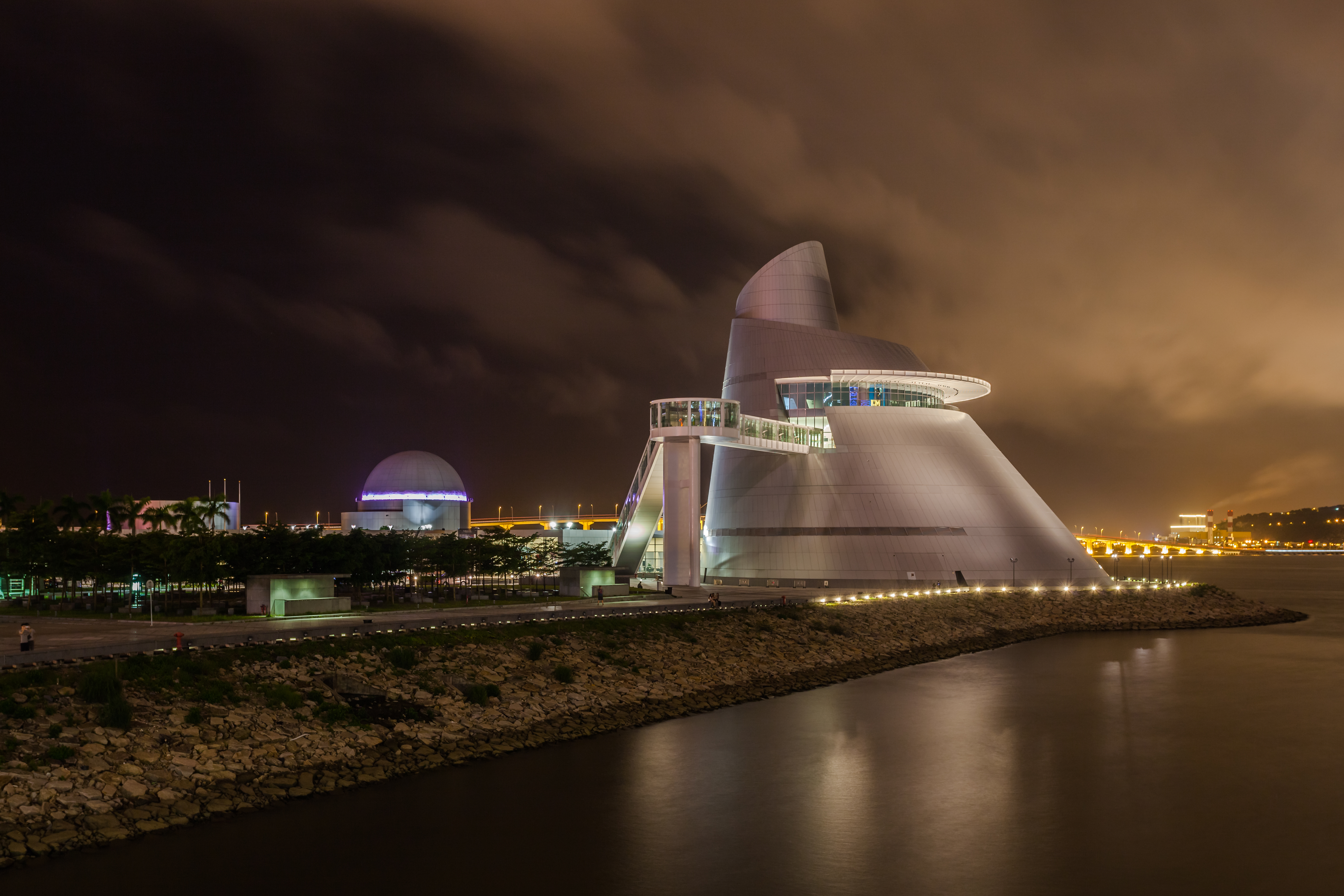
Le Macao Science Center de nuit.